# چاکوویتسه
چاکوویتسه (به چکی: Čakovice) یک منطقهٔ مسکونی در جمهوری چک است که در Prague 9 واقع شده‌است. چاکوویتسه ۸٬۶۴۴ نفر جمعیت دارد.